# Harsault
Harsault är en kommun i departementet Vosges i regionen Grand Est (tidigare regionen Lorraine) i nordöstra Frankrike. Kommunen ligger i kantonen Bains-les-Bains som tillhör arrondissementet Épinal. År 2018 hade Harsault 314 invånare.

## Befolkningsutveckling
Antalet invånare i kommunen Harsault
| Referens: INSEE |